# Diane Bui Duyet
Diane Bui Duyet, née le 22 décembre 1979 à Nouméa, est une nageuse française spécialisée dans le papillon (50 et 100 m).

## Biographie

### Carrière sportive
En 2006, Diane Bui Duyet est membre du Club des Vikings de Rouen.
Sa petite taille, rare pour une nageuse de haut niveau, est compensée par une technique de coulée, de virage et d'ondulations exceptionnelles dans sa nage de prédilection, le papillon.

### Carrière politique
Diane Bui Duyet est élue le 30 mars 2014 conseillère municipale de Nouméa, sur la liste du parti anti-indépendantiste Calédonie ensemble menée par Sonia Lagarde. Cette dernière ayant remporté l'élection, elle fait partie de la nouvelle majorité communale. Le 14 avril suivant, elle est élue au poste de 6e adjointe au maire, chargée de la jeunesse et des relations avec les communautés et les associations. 

## Palmarès

### Championnat d'Europe

#### Petit bassin
- Championnats d'Europe de natation 2008 en petit bassin à Rijeka ( Croatie)
  -  médaille d'argent sur 100 m papillon (56 s 83)
  -  médaille de bronze sur 50 m papillon (25 s 55)

- Championnats d'Europe 2009 à Istanbul (Turquie) :
  -  Médaille d'argent sur 100 m papillon (55 s 93)

### Jeux du Pacifique Sud
- sur 100 m nage libre en 2003
- médaille d'or sur 50 m dos en 2003, 2007
- médaille d'or sur 100 m dos en 2003
- médaille d'or sur 200 m dos en 2003
- médaille d'or sur 50 m papillon en 2003, 2007
- médaille d'or sur 100 m papillon en 2003, 2007
- médaille d'or sur 200 m papillon en 2003
- médaille d'or sur 200 m 4 nages en 2003
- médaille d'or sur 400 m 4 nages en 2007
- médaille d'or sur le relai 4 × 100 m nage libre en 2003, 2007
- médaille d'or sur le relai 4 × 200 m nage libre en 2003, 2007
- médaille d'or sur le relai 4 × 100 m 4 nages en 2003

### Championnat de France

#### Grand bassin
- Championne de France 50 m papillon en 1993 (été), 2002, 2009.
- Championne de France 100 m papillon en 1993 (été).

#### Petit bassin
- Championne de France 50 m papillon en 2007 et 2008.
- Championne de France 100 m papillon en 2007 et 2008.

### Records personnels
| Distance                           | Style                  | Temps                         | Record *                      | Date                          | Lieu                          |  | Temps                        | Record *                     | Date                         | Lieu                         |
| ---------------------------------- | ---------------------- | ----------------------------- | ----------------------------- | ----------------------------- | ----------------------------- |  | ---------------------------- | ---------------------------- | ---------------------------- | ---------------------------- |
|                                    |                        | bassin de 50 m (grand bassin) | bassin de 50 m (grand bassin) | bassin de 50 m (grand bassin) | bassin de 50 m (grand bassin) |  | bassin de 25 m (petitbassin) | bassin de 25 m (petitbassin) | bassin de 25 m (petitbassin) | bassin de 25 m (petitbassin) |
| 50 m                               | libre                  | 26 s 60                       |                               | 28 mars 2009                  | Strasbourg                    |  | 25 s 46                      |                              | 20 décembre 2008             | Istres                       |
| 100 m                              | libre                  | 59 s 01                       |                               | 24 novembre 2007              | Saint-Germain en Laye         |  | 53 s 54                      |                              | 2 mai 2009                   | Nouméa                       |
| 200 m                              | libre                  |                               |                               |                               |                               |  | 2 min 10 s 55                |                              | 15 novembre 2003             | Saint-Dizier                 |
| 50 m                               | dos                    | 30 s 15                       |                               | 11 mai 2007                   | Amiens                        |  | 27 s 18                      |                              | 27 décembre 2009             | Saint-Paul                   |
| 100 m                              | dos                    | 1 min 5 s 28                  |                               | 30 juin 2003                  | Suva ( Fidji)                 |  | 1 min 0 s 42                 |                              | 30 décembre 2007             | Saint-Paul                   |
| 200 m                              | dos                    | 2 min 26 s 58                 |                               | 30 juin 2003                  | Suva ( Fidji)                 |  |                              |                              |                              |                              |
| 50 m                               | papillon               | 25 s 87                       | RF                            | 21 juillet 2009               | Rome ( Italie)                |  | 25 s 37                      | RF                           | 11 décembre 2009             | Istanbul ( Turquie)          |
| 100 m                              | papillon               | 58 s 64                       |                               | 25 avril 2009                 | Montpellier                   |  | 55 s 05                      | RM                           | 12 décembre 2009             | Istanbul ( Turquie)          |
| 200 m                              | papillon               | 2 min 19 s 75                 |                               | 21 avril 2004                 | Dunkerque                     |  | 2 min 12 s 07                |                              | 24 octobre 2009              | Saint-Dizier                 |
| 100 m                              | 4 nages                |                               |                               |                               |                               |  | 1 min 3 s 26                 |                              | 11 novembre 2006             | Saint-Dizier                 |
| 200 m                              | 4 nages                | 2 min 24 s 99                 |                               | 8 février 2003                | Saint-Germain en Laye         |  |                              |                              |                              |                              |
| 400 m                              | 4 nages                | 5 min 18 s 60                 |                               | 28 janvier 2005               | Bordeaux                      |  |                              |                              |                              |                              |
| 100 m                              | départ lancé en relais | 58 s 84                       |                               | 28 août 2007                  | Samoa ( Samoa)                |  |                              |                              |                              |                              |
| 200 m                              | départ lancé en relais | 2 min 12 s 46                 |                               | 27 août 2007                  | Samoa ( Samoa)                |  |                              |                              |                              |                              |
| * record au jour de la performance |                        |                               |                               |                               |                               |  |                              |                              |                              |                              |

### Records du monde battus
| Épreuve                        | Temps   | Compétition                | Lieu              | Date       |
| 100 m papillon en petit bassin | 55 s 05 | Championnats d'Europe 2009 | Istanbul, Turquie | 12/12/2009 |